# Hedingia
Hedingia är ett släkte av sjögurkor. Hedingia ingår i familjen Caudinidae.
Kladogram enligt Catalogue of Life:
| Hedingia | \| \| Hedingia albicans \| \| \| \| \| \| Hedingia californica \| \| \| \| |
|          | \| \| Hedingia albicans \| \| \| \| \| \| Hedingia californica \| \| \| \| |
|          | Caudina                                                                    |
|          |                                                                            |
|          | Paracaudina                                                                |
|          |                                                                            |
|          | Hedingia albicans                                                          |
|          |                                                                            |
|          | Hedingia californica                                                       |
|          |                                                                            |

|  | Hedingia albicans    |
|  |                      |
|  | Hedingia californica |
|  |                      |